# Campionato francese di football americano
Il campionato francese di football americano è una competizione che riunisce l'élite dei club francesi di football americano dal 1982. L'organizzatore del campionato e delle squadre nazionali è la Federazione Francese di Football Americano (FFFA).
Questa competizione si disputa con una stagione regolare con girone all'italiana, seguita dai play-off con una finale soprannominata Casque de Diamant.

## Formato
Il campionato attuale è diviso in tre categorie: la Division Élite, la Deuxième Division e la Troisième Division. Le prime 4 squadre classificate nella Division Élite si affrontano nel Casque de Diamant, mentre le ultime due sono retrocesse in Deuxième Division a favore delle prime due classificate di questo stesso torneo. Esiste anche un campionato femminile denominato Challenge Féminin.
Il gioco si svolge con le regole della FFFA che si basano sul regolamento della NCAA.

## Finali

### Casque d'Or/Casque de Diamant
La finale di primo livello si è chiamata Casque d'Or dal 1982 al 1994, Casque de Diamant dal 1995 in poi.
| Data             | Vaahteramalja            | Vincitore                          | Punteggio              | Finalista                          |
| ---------------- | ------------------------ | ---------------------------------- | ---------------------- | ---------------------------------- |
| 1982             | Casque d'Or I            | Spartacus de Paris                 | 44-0                   | Météores de Nogent                 |
| 1983 (21 maggio) | Casque d'Or II           | Spartacus de Paris                 | 34-14                  | Anges Bleus de Montreuil           |
| 1984             | Casque d'Or III          | Anges Bleus de Montreuil           | 20-0                   | Spartacus de Paris                 |
| 1985             | Casque d'Or IV           | Paris Jets                         | 6-0                    | Challengers de Paris               |
| 1986             | Casque d'Or V            | Anges Bleus de Joinville           | 20-2                   | Spartacus de Paris                 |
| 1987 (21 giugno) | Casque d'Or VI           | Castors de Paris                   | 75-0                   | Paris Jets                         |
| 1988 (26 giugno) | Casque d'Or VII          | Castors de Paris                   | 7-0                    | Anges Bleus de Joinville           |
| 1989 (18 giugno) | Casque d'Or VIII         | Castors de Paris                   | 14-13                  | Argonautes d'Aix-en-Provence       |
| 1990 (24 giugno) | Casque d'Or IX           | Argonautes d'Aix-en-Provence       | 34-7                   | Castors de Paris                   |
| 1991 (16 giugno) | Casque d'Or X            | Argonautes d'Aix-en-Provence       | 29-7                   | Castors de Paris                   |
| 1992 (13 giugno) | Casque d'Or XI           | Argonautes d'Aix-en-Provence       | 33-20                  | Sphinx du Plessis-Robinson         |
| 1993 (12 giugno) | Casque d'Or XII          | Castors de Paris                   | 27-19                  | Argonautes d'Aix-en-Provence       |
| 1994 (26 giugno) | Casque d'Or XIII         | Castors-Sphinx du Plessis-Robinson | 28-22                  | Argonautes d'Aix-en-Provence       |
| 1995 (25 giugno) | Casque de diamant I      | Argonautes d'Aix-en-Provence       | 36-16                  | Castors-Sphinx du Plessis-Robinson |
| 1996 (16 giugno) | Casque de diamant II     | Mousquetaires du Plessis-Robinson  | 23-19                  | Argonautes d'Aix-en-Provence       |
| 1997 (14 giugno) | Casque de diamant III    | Flash de La Courneuve              | 45-28                  | Argonautes d'Aix-en-Provence       |
| 1998 (14 giugno) | Casque de diamant IV     | Argonautes d'Aix-en-Provence       | 28-14                  | Flash de La Courneuve              |
| 1999 (20 giugno) | Casque de diamant V      | Argonautes d'Aix-en-Provence       | 27-20                  | Molosses d'Asnières                |
| 2000 (17 giugno) | Casque de diamant VI     | Flash de La Courneuve              | 68-35                  | Argonautes d'Aix-en-Provence       |
| 2001 (23 giugno) | Casque de diamant VII    | Argonautes d'Aix-en-Provence       | 30-23                  | Flash de La Courneuve              |
| 2002 (23 giugno) | Casque de diamant VIII   | Argonautes d'Aix-en-Provence       | 23-21                  | Flash de La Courneuve              |
| 2003 (1º giugno) | Casque de diamant IX     | Flash de La Courneuve              | 28-24                  | Argonautes d'Aix-en-Provence       |
| 2004 (19 giugno) | Casque de diamant X      | Spartiates d'Amiens                | 41-31                  | Argonautes d'Aix-en-Provence       |
| 2005 (18 giugno) | Casque de diamant XI     | Flash de La Courneuve              | 33-27                  | Spartiates d'Amiens                |
| 2006 (17 giugno) | Casque de diamant XII    | Flash de La Courneuve              | 48-24                  | Argonautes d'Aix-en-Provence       |
| 2007 (16 giugno) | Casque de diamant XIII   | Flash de La Courneuve              | 21-6                   | Black Panthers de Thonon           |
| 2008 (28 giugno) | Casque de diamant XIV    | Flash de La Courneuve              | 28-22                  | Templiers d'Élancourt              |
| 2009 (20 giugno) | Casque de diamant XV     | Flash de La Courneuve              | 41-27                  | Black Panthers de Thonon           |
| 2010 (27 giugno) | Casque de diamant XVI    | Spartiates d'Amiens                | 24-21                  | Flash de La Courneuve              |
| 2011 (18 giugno) | Casque de diamant XVII   | Flash de La Courneuve              | 45-27                  | Centaures de Grenoble              |
| 2012 (23 giugno) | Casque de diamant XVIII  | Spartiates d'Amiens                | 10-7                   | Black Panthers de Thonon           |
| 2013 (22 giugno) | Casque de diamant XIX    | Black Panthers de Thonon           | 14-0                   | Flash de La Courneuve              |
| 2014 (28 giugno) | Casque de diamant XX     | Black Panthers de Thonon           | 35-34                  | Molosses d'Asnières                |
| 2015 (20 giugno) | Casque de diamant XXI    | Cougars de Saint-Ouen-l'Aumône     | 28-7                   | Black Panthers de Thonon           |
| 2016 (25 giugno) | Casque de diamant XXII   | Cougars de Saint-Ouen-l'Aumône     | 28-17                  | Dauphins de Nice                   |
| 2017 (24 giugno) | Casque de diamant XXIII  | Flash de La Courneuve              | 44-40                  | Black Panthers de Thonon           |
| 2018 (30 giugno) | Casque de diamant XXIV   | Flash de La Courneuve              | 20-14                  | Black Panthers de Thonon           |
| 2019 (29 giugno) | Casque de diamant XXV    | Black Panthers de Thonon           | 24-7                   | Cougars de Saint-Ouen-l'Aumône     |
| 2020 (4 luglio)  |                          | Stagione non disputata             | Stagione non disputata | Stagione non disputata             |
| 2021             |                          | Stagione non disputata             | Stagione non disputata | Stagione non disputata             |
| 2022 (9 luglio)  | Casque de diamant XXVIII | Flash de La Courneuve              | 16-10                  | Black Panthers de Thonon           |
| 2023 (1º luglio) | Casque de diamant XXIX   | Black Panthers de Thonon           | 35-18                  | Blue Stars de Marseille            |

### Coppa di Francia
| Data | Vaahteramalja          | Vincitore                    | Punteggio              | Finalista                |
| ---- | ---------------------- | ---------------------------- | ---------------------- | ------------------------ |
| 1984 | I                      | Castors de Paris             | 14-0                   | Spartacus de Paris       |
| 1985 | II                     | Challengers de Paris         | 24-14                  | Castors de Paris         |
| 1986 | Stagione non disputata | Stagione non disputata       | Stagione non disputata | Stagione non disputata   |
| 1987 | III                    | Argonautes d'Aix-en-Provence | 13-12                  | Anges Bleus de Joinville |

### Challenge Féminin
| Data             | Finale     | Vincitore              | Punteggio              | Finalista              |
| ---------------- | ---------- | ---------------------- | ---------------------- | ---------------------- |
| 2015 (14 giugno) | Finale I   | Molosses d'Asnières    | 14-6                   | Argocanes              |
| 2016 (12 giugno) | Finale II  | Molosses d'Asnières    | 24-0                   | Argocanes              |
| 2017 (10 giugno) | Finale III | Molosses d'Asnières    | 34-14                  | Lions de Bordeaux      |
| 2018 (10 giugno) | Finale IV  | Molosses d'Asnières    | 44-0                   | Lions de Bordeaux      |
| 2019             |            | Lions de Bordeaux      | Vincitrici del girone  | Vincitrici del girone  |
| 2020             |            | Stagione non disputata | Stagione non disputata | Stagione non disputata |
| 2021             |            | Stagione non disputata | Stagione non disputata | Stagione non disputata |

### Casque d'Argent/Casque d'Or
La finale di secondo livello si è chiamata Casque d'Argent dal 1983 al 1994, Casque d'Or dal 1995 in poi.
| Data                    | Finale               | Vincitore                       | Punteggio              | Finalista                         |
| ----------------------- | -------------------- | ------------------------------- | ---------------------- | --------------------------------- |
| 1983                    | Casque d'Argent I    | Challengers de Paris            | 12+-0                  | Hurricanes de Paris               |
| 1984                    |                      | Stagione non disputata          | Stagione non disputata | Stagione non disputata            |
| 1985                    | Casque d'Argent II   | Météores de Fontenay-sous-Bois  | 13-6                   | Hurricanes de Paris               |
| 1986                    | Casque d'Argent III  | Wolfmen de Montpellier          | 36-18                  | Rangers de Paris                  |
| 1987 (21 dicembre 1986) | Casque d'Argent IV   | Argonautes d'Aix-en-Provence    | 21-6                   | Caïmans72 du Mans                 |
| 1988 (3 aprile)         | Casque d'Argent V    | Centaures de Grenoble           | 7-6                    | Ours de Toulouse                  |
| 1989 (14 maggio)        | Casque d'Argent VI   | Celtics de Lanester             | 24-9                   | Drakkars de Nantes                |
| 1990 (8 aprile)         | Casque d'Argent VII  | Crazy-Lions de Paris            | 19-14                  | Tigres de Nancy                   |
| 1991                    | Casque d'Argent VIII | Phocéens de Marseille           | 27-6                   | Pionniers de Touraine             |
| 1992 (5 aprile)         | Casque d'Argent IX   | Korrigans de Corbeil-Essonnes   | 35-8                   | Canonniers de Toulon              |
| 1993 (4 aprile)         | Casque d'Argent X    | Météores de Fontenay-sous-Bois  | 9-0                    | Kangourous de Pessac              |
| 1994 (3 aprile)         | Casque d'Argent XI   | Iron Mask de Cannes             | 43-6                   | Kiowas de Garches                 |
| 1995 (18 giugno)        | Casque d'Or XIV      | Iron Mask de Cannes             | 6-2                    | Templiers d'Élancourt             |
| 1996 (9 giugno)         | Casque d'Or XV       | Météores de Fontenay-sous-Bois  | 26-15                  | Templiers d'Élancourt             |
| 1997 (8 giugno)         | Casque d'Or XVI      | Spartiates d'Amiens             | 39-13                  | Centaures de Grenoble             |
| 1998 (17 maggio)        | Casque d'Or XVII     | Servals de Clermont-Ferrand     | 7-3                    | Voyagers d'Évry                   |
| 1999 (21 marzo)         | Casque d'Or XVIII    | Cougars de Saint-Ouen-l'Aumône  | 42-14                  | Servals de Clermont-Ferrand       |
| 2000 (30 aprile)        | Casque d'Or XIX      | Orcs de Châteauroux             | 34-12                  | Iron Mask de Cannes               |
| 2001 (27 maggio)        | Casque d'Or XX       | Iron Mask de Cannes             | 41-0                   | Corsaires d'Évry                  |
| 2002 (11 maggio)        | Casque d'Or XXI      | Servals de Clermont-Ferrand     | 14-13                  | Tigres de Nancy                   |
| 2003 (25 maggio)        | Casque d'Or XXII     | Templiers d'Élancourt           | 14-7                   | Servals de Clermont-Ferrand       |
| 2004 (29 maggio)        | Casque d'Or XXIII    | Black Panthers de Thonon        | 20-12                  | Corsaires d'Évry                  |
| 2005 (12 giugno)        | Casque d'Or XXIV     | Iron Mask de Cannes             | 52-8                   | Mousquetaires du Plessis-Robinson |
| 2006 (11 giugno)        | Casque d'Or XXV      | Servals de Clermont-Ferrand     | 21-7                   | Chevaliers d'Orléans              |
| 2007 (9 giugno)         | Casque d'Or XXVI     | Dauphins de Nice                | 40-13                  | Météores de Fontenay-sous-Bois    |
| 2008 (21 giugno)        | Casque d'Or XXVII    | Iron Mask de Cannes             | 14-7                   | Molosses d'Asnières               |
| 2009 (14 giugno)        | Casque d'Or XXVIII   | Centurions de Nîmes             | 21-13                  | Chevaliers d'Orléans              |
| 2010 (22 giugno)        | Casque d'Or XXIX     | Molosses d'Asnières             | 27-24                  | Centaures de Grenoble             |
| 2011 (19 giugno)        | Casque d'Or XXX      | Molosses d'Asnières             | 44-20                  | Kangourous de Pessac              |
| 2012 (11 giugno)        | Casque d'Or XXXI     | Kangourous de Pessac            | 37-30 o.t.             | Templiers d'Élancourt             |
| 2013 (23 giugno)        | Casque d'Or XXXII    | Centurions de Nîmes             | 29-27                  | Météores de Fontenay-sous-Bois    |
| 2014 (22 giugno)        | Casque d'Or XXXIII   | Argonautes d'Aix-en-Provence    | 31-19                  | Spartiates d'Amiens               |
| 2015 (13 giugno)        | Casque d'Or XXXIV    | Gladiateurs de la Queue-en-Brie | 21-20                  | Kangourous de Pessac              |
| 2016 (19 giugno)        | Casque d'Or XXXV     | Falcons de Bron-Villeurbanne    | 35-34                  | Léopards de Rouen                 |
| 2017 (18 giugno)        | Casque d'Or XXXVI    | Molosses d'Asnières             | 26-25                  | Blue Stars de Marseille           |
| 2018 (23 giugno)        | Casque d'Or XXXVII   | Spartiates d'Amiens             | 35-19                  | Centaures de Grenoble             |
| 2019 (22 giugno)        | Casque d'Or XXXVIII  | Vikings de Villeneuve-d'Ascq    | 21-19                  | Grizzlys Catalans                 |
| 2020                    |                      | Stagione non disputata          | Stagione non disputata | Stagione non disputata            |
| 2021                    |                      | Stagione non disputata          | Stagione non disputata | Stagione non disputata            |
| 2022 (3 luglio)         | Casque d'Or XLI      | Pionniers de Touraine           | 29-15                  | Dauphins de Nice                  |

### Casque de Bronze/Casque d'Argent
La finale di terzo livello si è chiamata Casque de Bronze dal 1989 al 1994, Casque d'Argent dal 1995 in poi.
| Data               | Finale                 | Vincitore                      | Punteggio              | Finalista                         |
| ------------------ | ---------------------- | ------------------------------ | ---------------------- | --------------------------------- |
| 1989 (28 maggio)   | Casque de Bronze I     | Pionniers de Touraine          | 43-3                   | Tigres de Nancy                   |
| 1990 (11 febbraio) | Casque de Bronze II    | Chevaliers d'Orléans           | 8-0                    | Kangourous de Pessac              |
| 1992               | Stagione non disputata | Stagione non disputata         | Stagione non disputata | Stagione non disputata            |
| 1993               | Stagione non disputata | Stagione non disputata         | Stagione non disputata | Stagione non disputata            |
| 1994 (12 giugno)   | Casque de Bronze III   | Comètes de Montrabé            | 13-6                   | Molosses d'Asnières               |
| 1995 (9 aprile)    | Casque d'Argent XII    | Molosses d'Asnières            | 32-7                   | Cougars de Saint-Ouen-l'Aumône    |
| 1996 (14 aprile)   | Casque d'Argent XIII   | Falcons de Bron-Villeurbanne B | 21-14                  | Rafales de Paris                  |
| 1997               | Casque d'Argent XIV    | Félins de Juvignac             | 34-2                   | Artilleurs de Metz                |
| 1998               | Stagione non disputata | Stagione non disputata         | Stagione non disputata | Stagione non disputata            |
| 1999               | Stagione non disputata | Stagione non disputata         | Stagione non disputata | Stagione non disputata            |
| 2000               | Stagione non disputata | Stagione non disputata         | Stagione non disputata | Stagione non disputata            |
| 2001               | Stagione non disputata | Stagione non disputata         | Stagione non disputata | Stagione non disputata            |
| 2002               | Stagione non disputata | Stagione non disputata         | Stagione non disputata | Stagione non disputata            |
| 2003 (27 aprile)   | Casque d'Argent XV     | Dockers de Nantes              | 19-14                  | Mustangs de Montpellier           |
| 2004 (23 maggio)   | Casque d'Argent XVI    | Centaures de Grenoble          | 28-14                  | Mousquetaires du Plessis-Robinson |
| 2005 (22 maggio)   | Casque d'Argent XVII   | Centurions de Nîmes            | 33-30                  | Chevaliers d'Orléans              |
| 2006 (21 maggio)   | Casque d'Argent XVIII  | Ours de Toulouse               | 30-7                   | Pygargues de Troyes               |
| 2007 (2 giugno)    | Casque d'Argent XIX    | Hurricanes de Montpellier      | 43-20                  | Flash de La Courneuve B           |
| 2008 (21 giugno)   | Casque d'Argent XX     | Kangourous de Pessac           | 28-13                  | Salamandres du Havre              |
| 2009 (14 giugno)   | Casque d'Argent XXI    | Giants de Saint-Étienne        | 16-13                  | Flash de La Courneuve B           |
| 2010 (13 giugno)   | Casque d'Argent XXII   | Chevaliers d'Orléans           | 33-12                  | Aigles de Chambéry                |
| 2011 (12 giugno)   | Casque d'Argent XXIII  | Ours de Toulouse               | 19-14                  | Caïmans72 du Mans                 |
| 2012 (10 giugno)   | Casque d'Argent XXIV   | Warriors d'Avignon             | 14-13                  | Flash de La Courneuve B           |
| 2013 (8 giugno)    | Casque d'Argent XXV    | Falcons de Bron-Villeurbanne   | 20-7                   | Pionniers de Touraine             |
| 2014 (14 giugno)   | Casque d'Argent XXVI   | Aigles de Chambéry             | 35-14                  | Mousquetaires de Paris            |
| 2015 (13 giugno)   | Casque d'Argent XXVII  | Hurricanes de Montpellier      | 38-21                  | Flash de La Courneuve B           |
| 2016 (18 giugno)   | Casque d'Argent XXVIII | Blue Stars de Marseille        | 14-0                   | Vikings de Villeneuve-d'Ascq      |
| 2017 (18 giugno)   | Casque d'Argent XXIX   | Diables Rouges de Villepinte   | 36-23                  | Canonniers de Toulon              |
| 2018 (17 giugno)   | Casque d'Argent XXX    | Grizzlys Catalans              | 30-14                  | ASPT 75 Dragons de Paris          |
| 2019 (16 giugno)   | Casque d'Argent XXXI   | Iron Mask de Cannes            | 40-7                   | Dockers de Nantes                 |
| 2020               | Stagione non disputata | Stagione non disputata         | Stagione non disputata | Stagione non disputata            |
| 2021               | Stagione non disputata | Stagione non disputata         | Stagione non disputata | Stagione non disputata            |
| 2022 (25 giugno)   | Casque d'Argent XXXIV  | Caïmans72 du Mans              | 28-24                  | Aigles Rouges de Nice             |

### Under-19
Dal 2022 la finale è denominata Casque de Saphir.
| Data                  | Vaahteramalja          | Vincitore                      | Punteggio              | Finalista                    |
| --------------------- | ---------------------- | ------------------------------ | ---------------------- | ---------------------------- |
| 1990-1991 (31 marzo)  | Finale I               | Flash de La Courneuve          | 14-6                   | Centaures de Grenoble        |
| 1991-1992 (29 marzo)  | Finale II              | Flash de La Courneuve          | 13-6                   | Centaures de Grenoble        |
| 1992-1993 (28 marzo)  | Finale III             | Argonautes d'Aix-en-Provence   | 50-16                  | Flash de La Courneuve        |
| 1993-1994 (3 aprile)  | Finale IV              | Argonautes d'Aix-en-Provence   | 43-0                   | Templiers d'Élancourt        |
| 1994-1995 (19 marzo)  | Finale V               | Argonautes d'Aix-en-Provence   | 41-0                   | Flash de La Courneuve        |
| 1995-1996 (28 aprile) | Finale VI              | Gaulois de Sannois             | 22-20                  | Argonautes d'Aix-en-Provence |
| 1996-1997 (30 marzo)  | Finale VII             | Gaulois de Sannois             | 28-6                   | Orcs de Châteauroux          |
| 1997-1998 (28 marzo)  | Finale VIII            | Flash de La Courneuve          | 22-18                  | Canonniers de Toulon         |
| 1998-1999 (7 marzo)   | Finale IX              | Spartiates d'Amiens            | 22-12                  | Falcons de Bron-Villeurbanne |
| 1999-2000 (26 marzo)  | Finale X               | Flash de La Courneuve          | 28-14                  | Argonautes d'Aix-en-Provence |
| 2000-2001 (8 aprile)  | Finale XI              | Orcs de Châteauroux            | 55-6                   | Argonautes d'Aix-en-Provence |
| 2001-2002 (7 aprile)  | Finale XII             | Cougars de Saint-Ouen-l'Aumône | 57-12                  | Iron Mask de Cannes          |
| 2002-2003 (6 aprile)  | Finale XIII            | Cougars de Saint-Ouen-l'Aumône | 35-13                  | Black Panthers de Thonon     |
| 2004 (16 maggio)      | Finale XIV             | Black Panthers de Thonon       | 43-14                  | Flash de La Courneuve        |
| 2005 (15 maggio)      | Finale XV              | Flash de La Courneuve          | 50-25                  | Argonautes d'Aix-en-Provence |
| 2006 (giugno)         | Finale XVI             | Flash de La Courneuve          | 32-20                  | Black Panthers de Thonon     |
| 2007 (27 maggio)      | Finale XVII            | Flash de La Courneuve          | 35-21                  | Black Panthers de Thonon     |
| 2008 (1º giugno)      | Finale XVIII           | Cougars de Saint-Ouen-l'Aumône | 35-14                  | Black Panthers de Thonon     |
| 2009 (24 maggio)      | Finale XIX             | Cougars de Saint-Ouen-l'Aumône | 28-0                   | Ours de Toulouse             |
| 2010 (giugno)         | Finale XX              | Spartiates d'Amiens            | 33-23                  | Dauphins de Nice             |
| 2011 (28 maggio)      | Finale XXI             | Spartiates d'Amiens            | 20-7                   | Dauphins de Nice             |
| 2012 (27 maggio)      | Finale XXII            | Flash de La Courneuve          | 66-6                   | Dauphins de Nice             |
| 2013 (16 giugno)      | Finale XXIII           | Flash de La Courneuve          | 23-10                  | Canonniers de Toulon         |
| 2014 (15 giugno)      | Finale XXIV            | Flash de La Courneuve          | 15-14                  | Dauphins de Nice             |
| 2015 (7 giugno)       | Finale XXV             | Blue Stars de Marseille        | 37-12                  | Molosses d'Asnières          |
| 2016 (18 giugno)      | Finale XXVI            | Molosses d'Asnières            | 28-21                  | Flash de La Courneuve        |
| 2017 (3 giugno)       | Finale XXVII           | Météores de Fontenay-sous-Bois | 7-6                    | Kangourous de Pessac         |
| 2018 (2 giugno)       | Finale XXVIII          | Kangourous de Pessac           | 20-15                  | Flash de La Courneuve        |
| 2019 (9 giugno)       | Finale XXIX            | Flash de La Courneuve          | 27-0                   | Black Panthers de Thonon     |
| 2020                  | Stagione non disputata | Stagione non disputata         | Stagione non disputata | Stagione non disputata       |
| 2021                  | Stagione non disputata | Stagione non disputata         | Stagione non disputata | Stagione non disputata       |
| 2022 (29 maggio)      | Casque de Saphir I     | Blue Stars de Marseille        | 10-8                   | Flash de La Courneuve        |

## Squadre per numero di campionati vinti
Le tabelle seguenti mostrano le squadre ordinate per numero di campionati vinti nelle diverse leghe.

### Titoli maschili di primo livello
|    | Squadra                           | Anni                                                                   |
| -- | --------------------------------- | ---------------------------------------------------------------------- |
| 12 | Flash de La Courneuve             | 1997, 2000, 2003, 2005, 2006, 2007, 2008, 2009, 2011, 2017, 2018, 2022 |
| 8  | Argonautes d'Aix-en-Provence      | 1990, 1991, 1992, 1995, 1998, 1999, 2001, 2002                         |
| 4  | Black Panthers de Thonon          | 2013, 2014, 2019, 2023                                                 |
| 4  | Castors de Paris                  | 1987, 1988, 1989, 1993                                                 |
| 3  | Spartiates d'Amiens               | 2004, 2010, 2012                                                       |
| 2  | Cougars de Saint-Ouen-l'Aumône    | 2015, 2016                                                             |
| 2  | Mousquetaires du Plessis-Robinson | 1994, 1996                                                             |
| 2  | Anges Bleus de Joinville          | 1984, 1986                                                             |
| 2  | Spartacus de Paris                | 1982, 1983                                                             |
| 1  | Paris Jets                        | 1985                                                                   |

### Challenge Féminin
|   | Squadra             | Anni                   |
| - | ------------------- | ---------------------- |
| 4 | Molosses d'Asnières | 2015, 2016, 2017, 2018 |
| 1 | Lions de Bordeaux   | 2019                   |

### Titoli di secondo livello
|   | Squadra                         | Anni                         |
| - | ------------------------------- | ---------------------------- |
| 5 | Iron Mask de Cannes             | 1994, 1995, 2001, 2005, 2008 |
| 3 | Molosses d'Asnières             | 2010, 2011, 2017             |
| 3 | Servals de Clermont-Ferrand     | 1998, 2002, 2006             |
| 3 | Météores de Fontenay-sous-Bois  | 1985, 1993, 1996             |
| 2 | Spartiates d'Amiens             | 1997, 2018                   |
| 2 | Argonautes d'Aix-en-Provence    | 1987, 2014                   |
| 2 | Centurions de Nîmes             | 2009, 2013                   |
| 1 | Pionniers de Touraine           | 2022                         |
| 1 | Vikings de Villeneuve-d'Ascq    | 2019                         |
| 1 | Falcons de Bron-Villeurbanne    | 2016                         |
| 1 | Gladiateurs de la Queue-en-Brie | 2015                         |
| 1 | Kangourous de Pessac            | 2012                         |
| 1 | Dauphins de Nice                | 2007                         |
| 1 | Black Panthers de Thonon        | 2004                         |
| 1 | Templiers d'Élancourt           | 2003                         |
| 1 | Orcs de Châteauroux             | 2000                         |
| 1 | Cougars de Saint-Ouen-l'Aumône  | 1999                         |
| 1 | Korrigans de Corbeil-Essonnes   | 1992                         |
| 1 | Phocéens de Marseille           | 1991                         |
| 1 | Crazy-Lions de Paris            | 1990                         |
| 1 | Celtics de Lanester             | 1989                         |
| 1 | Centaures de Grenoble           | 1988                         |
| 1 | Wolfmen de Montpellier          | 1986                         |
| 1 | Challengers de Paris            | 1983                         |

### Titoli di terzo livello
|   | Squadra                      | Anni       |
| - | ---------------------------- | ---------- |
| 2 | Hurricanes de Montpellier    | 2007, 2015 |
| 2 | Falcons de Bron-Villeurbanne | 1996, 2013 |
| 2 | Ours de Toulouse             | 2006, 2011 |
| 2 | Chevaliers d'Orléans         | 1990, 2010 |
| 1 | Caïmans72 du Mans            | 2022       |
| 1 | Iron Mask de Cannes          | 2019       |
| 1 | Grizzlys Catalans            | 2018       |
| 1 | Diables Rouges de Villepinte | 2017       |
| 1 | Blue Stars de Marseille      | 2016       |
| 1 | Aigles de Chambéry           | 2014       |
| 1 | Warriors d'Avignon           | 2012       |
| 1 | Giants de Saint-Étienne      | 2009       |
| 1 | Kangourous de Pessac         | 2008       |
| 1 | Centurions de Nîmes          | 2005       |
| 1 | Centaures de Grenoble        | 2004       |
| 1 | Dockers de Nantes            | 2003       |
| 1 | Félins de Juvignac           | 1997       |
| 1 | Molosses d'Asnières          | 1995       |
| 1 | Comètes de Montrabé          | 1994       |
| 1 | Pionniers de Touraine        | 1989       |

### Under-19
|    | Squadra                        | Anni                                                                                 |
| -- | ------------------------------ | ------------------------------------------------------------------------------------ |
| 11 | Flash de La Courneuve          | 1990-1991, 1991-1992, 1997-1998, 1999-2000, 2005, 2006, 2007, 2012, 2013, 2014, 2019 |
| 4  | Cougars de Saint-Ouen-l'Aumône | 2001-2002, 2002-2003, 2008, 2009                                                     |
| 3  | Spartiates d'Amiens            | 1998-1999, 2010, 2011                                                                |
| 3  | Argonautes d'Aix-en-Provence   | 1992-1993, 1993-1994, 1994-1995                                                      |
| 2  | Blue Stars de Marseille        | 2015, 2022                                                                           |
| 2  | Gaulois de Sannois             | 1995-1996, 1996-1997                                                                 |
| 1  | Kangourous de Pessac           | 2018                                                                                 |
| 1  | Météores de Fontenay-sous-Bois | 2017                                                                                 |
| 1  | Molosses d'Asnières            | 2016                                                                                 |
| 1  | Black Panthers de Thonon       | 2004                                                                                 |
| 1  | Orcs de Châteauroux            | 2000-2001                                                                            |